# Confederação Brasileira de Texas Hold'em
A Confederação Brasileira de Texas Hold'em (CBTH) conhecida também como Confederação Brasileira de Poker é filiada a Federação Internacional de Pôquer e a Confederação Panamericana de Poker Desportivo (CPPD) além de ser membro da International Federation of Match Poker (IFMP), da International Mind Sports Association (IMSA) e da Associação Brasileira de Esportes Intelectuais - ABRESPI.

## História
A CBTH foi fundada oficialmente em 29 de janeiro de 2009 abrangendo as modalidades do poker, o Texas hold 'em, e todas as demais variantes do poker esportivo mundial, tais como, mas não exclusivamente, Omaha, Omaha High/Low, 7 Card Stud, 7 Card Stud High/Low, Razz, Mixed Games, H.O.R.S.E. e todas as demais variações de nomes ou de modalidades que envolvam a prática do poker esportivo.

Em 2008, mesmo antes da sua fundação oficial, a CBTH que foi constituida a partir da união de 8 federações estaduais de poker (Federação Bahiana de Texas Hold’em, Federação Paranaense de Texas Hold’em, Federação Gaúcha de Texas Hold’em, Federação Goiana de Texas Hold’em, Federação de Carteado Profissional do Estado do Rio de Janeiro, Federação Mineira de Texas Hold’em, Federação Brasiliense de Poker, Federação de Texas Hold’em do Estado de São Paulo), realizou seu primeiro torneio de poker no Rio de Janeiro, tendo como campeäo o jogador João "Vovô Leo" Studart.

No mesmo ano de fundação a CBTH chancelou a ADTP - Associação de Diretores de Torneios de Poker, uma organização que visa estabelecer uma uniformidade nas regras e condutas dos profissionais em torneios de poker. A ADTP promove regularmente reuniões para discutir novas regras e procedimentos dentro do esporte.

Também em 2009 a CBTH promoveu o evento Poker Solidário com objetivo angariar alimentos, agasalhos e brinquedos para instituições beneficentes.

Em 2010, a CBTH proveu recursos junto ao CONAR mostrando o poker como jogo estrategista e de habilidade, muito mais do que de sorte, o que concedeu ao poker status de atividade legal frente ao CONAR e a conseqüente liberação de divulgação publicitária. O CONAR – Conselho Nacional de Auto-regulamentação Publicitária, emitiu decisão de seu Conselho de Ética determinando que o poker não é jogo de azar, portanto não é proibido no Brasil.

Em 2011 a CBTH foi Ao Congresso Nacional Discutir o Projeto de Lei 57/2011] que visava proibir a relaização de apostas em eventos esportivos pela internet.

Ainda em 2011 a CBTH e o BSOP realizaram o Torneio Beneficente "SOS Rio de Janeiro" onde parte da premiação foi destinada por meio de doação para os atingidos pelas chuvas na região serrana do Rio de Janeiro.. Também em 2011 a CBTH criou a Associação Brasileira dos Esportes Intelectuais - ABRESPI em parceria com representantes nacionais do Xadrez, Bridge, Damas, Go, Mahjong, Xiangqi (variante chines do Xadrez)   e Poker, onde os participantes assinaram o Estatuto da ABRESPI e sua Ata de fundação.

Em 2012 o Ministro dos Esportes Aldo Rebelo reconheceu oficialmente a CBTH como entidade esportiva, fazendo seu cadastro junto ao Ministério do Esporte.

Em 2015 foi anunciado a regulamentação do poker no Brasil pelo Ministério do Esporte.

Em 2016 a convite do deputado Elmar Nascimento, o presidente da CBTH, Igor Trafane discursa sobre jogos de apostas em Comissão da Câmara. Ao término de sua apresentação, Igor recebeu aplauso de todos os presentes e grande apoio da comunidade de poker.

Em 2017, Ueltom Lima Gomes foi empossado o novo Presidente da Confederação Brasileira de Texas Hold'em, substituindo o primeiro presidente da entidade e um dos membros fundadores da CBTH, Igor Trafane.

Ainda em 2017, a CBTH criou a campanha "Jogue Poker, Faça Amigos" para o BSOP Millions que pretendia mostrar o mundo do poker para mais jogadores recreativos, principalmente para quem joga online e nunca havia participado de um evento nacional ao vivo de poker como o BSOP. O prêmio seria vir para São Paulo, ganhar um coach de poker e participar do Mega Freeroll do PokerStars, que deu um pacote para o PCA Bahamas, mas para surpresa dos dois vencedores da promoção, eles foram recepcionados pelo presidente da CBTH, Uelton Lima e receberam uma barulhenta salva de palmas por todos os jogadores presentes no evento, além de descobrirem que ganharam também o buy-in para o Main Event.

Em 2019, Igor Trafane, presidente da CPPD (Confederação Panamericana de Poker Desportivo) e vice-presidente da Abrespi (Associação Brasileira dos Esportes Intelectuais) com apoio da CBTH levantou a bandeira dos “esportes da mente” junto à Comissão de Esporte da Câmara dos Deputados, em Brasília-DF.

Em 2020 por conta da quarentena, a CBTH impulsionou com uma grande doação aos profissionais do carteado com a campanha "Adote um dealer" com o objetivo de arrecadar doações em dinheiro e cestas básicas para pelo menos 200 famílias.

Em 2022, Alberoni Castro (Diretor Executivo da CBTH), representou o Brasil na PokerTDA Summit 2022, um congresso bienal para discutir as novas regras e procedimentos nos eventos de poker organizado pela TDA - Tournament Directors Association, entidade similar a ADTP - Associação de Diretores de Torneios de Poker no Brasil.

Ainda em 2022 a CBTH juntamente com a Federação Argentina de Poker (Instituto Argentino de Poker Desportivo) e a Confederação Panamericana de Poker Desportivo (CPPD) criou a World Poker Federation (WPF), presidida por Igor Trafane para representar o poker mundialmente junto a IMSA.

Em 2024 a CBTH celebrou juntamente com a WPF - World Poker Federation a campanha que iniciou em 2022 para que o poker fosse considerado um Esporte da Mente e no dia 16 de novembro de 2024 a IMSA - International Mind Sports Association, a mesma entidade que reconhece o xadrez e os eSports, aprovou com unanimidade o poker como Esporte da Mente.

Em 13 de março de 2025 a CBTH elegeu sua nova Diretoria, onde Ueltom Lima, que presidiu a federação por 2 mandatos consecutivos passou a presidência para Alberoni “Bill” Castro. Alberoni é um dos principais líderes e pioneiros na indústria do poker no Brasil, com mais de 20 anos dedicados ao crescimento, regulamentação e profissionalização da modalidade. Como Diretor Executivo da CBTH (2010-2025) e fundador da Confederação Panamericana do Poker Desportivo e da World Poker Federation, teve um papel fundamental na estruturação do poker como esporte e no fortalecimento do cenário competitivo. Sua atuação como diretor do BSOP (2007-2023) e como membro fundador da ADTP - Associação de Diretores de Torneios de Poker ajudou a consolidar o Brasil como referência global no poker. Foram eleitos também o Vice-Presidente Marcos André, os Diretores João Marcelo, Priscila Cortez, Devanir Campos, Arthur Vasconcelos, Bruno Politano, Julio Costa, Igor Trafane, Alexandre Rivero, Eduardo Pletes e Leonardo Martins.

## Federações Filiadas
| Federação                                                      | Sigla        | Fundação     |
| Região NORTE                                                   | Região NORTE | Região NORTE |
| -------------------------------------------------------------- | ------------ | ------------ |
| Federação Amazonense de Texas Hold’em                          | FAMTHH       | 15/06/2011   |
| Federação Paraense de Texas Hold’em                            | FEPATH       | 22/01/2013   |
| Federação Rondoniense e Acreana de Texas Hold’em               | FRATH        | 10/07/2014   |
| Federação Tocantinense de Texas Hold’em                        | FTTH         | 09/04/2015   |
| Região NORDESTE                                                |              |              |
| Federação Alagoana de Texas Hold’em                            | FATH         | 14/04/2010   |
| Federação Bahiana de Texas Hold’em                             | FBTH         | 24/03/2011   |
| Federação Cearense de Poker Texas Hold’em                      | FCPTH        | 03/03/2011   |
| Federação Maranhense de Texas Hold’em                          | FMTH         | 25/06/2010   |
| Federação Paraibana de Texas Hold’em                           | FPBP         | 16/10/2009   |
| Federação Pernambucana de Texas Hold’em                        | FPETH        | 25/01/2013   |
| Federacao Piauiense de Poker                                   | FEPIP        | 25/02/2022   |
| Federação Norte Rio Grandense de Texas Hold’em                 | FNRTH        | 15/08/2014   |
| Federação Sergipana de Texas Hold’em                           | FSTH         | 25/07/2014   |
| Região CENTRO-OESTE                                            |              |              |
| Federação Brasiliense de Poker                                 | FEBRAPOKER   | 26/01/2007   |
| Federação Goiana de Poker                                      | FGPOKER      | 09/08/2006   |
| Federação Texas Hold’em do Estado de Mato Grosso do Sul        | FTHMS        | 16/12/2009   |
| Região SUDESTE                                                 |              |              |
| Federação Mineira de Texas Hold’em                             | FMTH         | 29/08/2006   |
| Federação de Carteado Profissional do Estado do Rio de Janeiro | FCP-RJ       | 19/06/2006   |
| Federação de Texas Hold’em do Estado de São Paulo              | FTHSP        | 14/04/2011   |
| Região SUL                                                     |              |              |
| Federação Catarinense de Texas Hold’em                         | FCTH         | 04/02/2010   |
| Federação Gaúcha de Texas Hold’em                              | FGP          | 11/11/2010   |
| Federação Paranaense de Texas Hold’em                          | FPTH         | 02/06/2008   |

## CBPE
O Campeonato Brasileiro de Poker por Equipes (CBPE) é um campeonato organizado pela CBTH que abrange todas as federações filiadas em "seleções" divididas pelos Estados brasileiros. A primeira edição do CBPE aconteceu em 2013.